# Наук, Эрнст Георг
Эрнст Георг Наук (нем. Ernst Georg Nauck, 6 марта 1897, Санкт-Петербург — 19 октября 1967, Испания) — немецкий учёный, специалист в области патологии, дерматологии и тропической медицины.
Наук родился в Санкт-Петербурге в 1897 году в семье немецкого врача; его мать была родом из Прибалтики. До 1914 года он жил и обучался в России, а в 1914 году, незадолго до войны, семья переехала в Германию. В последующие годы Наук изучает медицину в Лейпцигском и Грейфсвальдском университетах, с 1920 года работает в Патологическом институте и больницах в Берлине. Позже он становится научным сотрудником отдела бактериологии в Институте морских и тропических болезней в Гамбурге.
В 1924–27 гг. Наук жил в Китае, где занимался научно-исследовательской и преподавательской работой, а в 1927–1929 гг. руководил патологическим отделением в Госпитале Иоанна Божьего (Hospital San Juan de Dios) в Сан-Хосе (Коста-Рика), в последующие годы предпринимал научные поездки в СССР (Закавказье). В 1934 году он был назначен экстраординарным профессором Гамбургского университета; в 1936–37 гг. предпринял ряд научных поездок в Бразилию, Доминиканскую республику и Колумбию.
В 1939 году в соавторстве с Густавом Гимзой опубликовал книгу-отчёт о путешествии в Эспириту-Санту «Научная экспедиция в Эспириту-Санту: Народно-биологические исследования населения немецкого происхождения в Центральной Бразилии по проблеме акклиматизации.» (нем. Eine Studienreise nach Espirito Santo: Volksbiologische Untersuchungen einer deutschstämmigen Bevölkerung in Mittelbrasilien als Beitrag zum Akklimatisationsproblem
).
После смерти в июне 1943 года Петера Мюленса, возглавлявшего Институт тропической медицины им. Бернарда Нохта с 1933 года, директором института был назначен Эрнст Георг Наук. На его долю достаётся трудная работа по восстановлению института и организации его работы после войны.
В 1953 году Наука назначают деканом медицинского факультета Гамбургского университета, а 1 октября 1958 года избирают на должность ректора, увенчавшую его многолетнюю научно-педагогическую карьеру. 31 марта 1963 года выдающийся учёный слагает с себя обязанности директора Института тропической медицины, которым руководил 20 лет.
В 1957 году Наук предпринял поездку в Перу, где занимался научной работой; в этом году он был удостоен звания почётного профессора университета Сан-Маркоса. В последние годы своей жизни Наук внёс большой вклад в открытие и становление Института тропической медицины им. Д. А. Карриона при университете Сан-Маркоса в Перу, основанного 15 июля 1963 года.
Основными направлениями научной деятельности проф. Наука были тропическая дерматология и патология тропических болезней, в этих отраслях знания перу ученого принадлежат более 200 научных работ; он принимал участие в многочисленных конференциях и мероприятиях по всему миру. Др. Наук совместно с коллегами по гамбургскому Институту тропической медицины написал учебник по тропической медицине (Lehrbuch der Tropenkrankheiten) и основал журнал тропической медицины и паразитологии (Zeitschrift für Tropenmedizin und Parasitologie).